# 皮门泰拉斯
皮门泰拉斯（葡萄牙語：Pimenteiras）是巴西皮奥伊州的一个市镇。总面积4577.587平方公里，总人口11817人，人口密度2.6人/平方公里。